# Amapiano
Amapiano, ein Zulu- oder Xhosa-Wort, das frei mit „(die) Klaviere“ übersetzt wird, ist ein Subgenre der House- und Kwaito-Musik, das Mitte der 2010er Jahre in Südafrika entstand. Es handelt sich um eine Mischung aus Deep House, Jazz und Lounge-Musik, die sich durch Synthesizer und breite perkussive Basslinien auszeichnet.

## Herkunft
Es gibt viele Unklarheiten und Debatten über seine Ursprünge, es gibt unterschiedliche Berichte über die Musikstile in den Townships von Johannesburg. Aufgrund der Ähnlichkeiten des Genres mit Bacardi behaupten einige Leute, dass das Genre in Pretoria begann. Verschiedene Berichte darüber, wer das populäre Genre begründet hat, machen es unmöglich, seine Ursprünge genau zu bestimmen.
Das Wort Amapiano ist ein IsiZulu- oder IsiXhosa-Wort, das lose mit „die Klaviere“ übersetzt wird. Das Genre wird hauptsächlich in Zulu und Xhosa, Sotho und Setswana gesungen.

## Beschreibung
Amapiano ist ein Subgenre der House- und Kwaito-Musik. Es handelt sich um eine Mischung aus Deep House, Jazz und Lounge-Musik, die sich durch Synthesizer und breite perkussive Basslinien auszeichnet. Amapiano zeichnet sich durch hohe Klaviermelodien, Kwaito-Basslinien aus Südafrika, langsame südafrikanische House-Rhythmen der 1990er Jahre und Percussions aus einem anderen lokalen Subgenre des House aus, das als Tribal House bekannt ist.

Ein wichtiges Element des Genres ist die vorherrschende Verwendung der Schlitztrommel, einer breiten perkussiven Basslinie, die durch den Produzenten MDU alias TRP populär gemacht wurde. Laut Amapiano-Pionier Kabza De Small: 
I don’t know what happened. I don't know how he figured out the log drum. Amapiano music has always been there, but he's the one who came up with the log drum sound. These boys like experimenting. They always check out new plug-ins. So when MDU figured it out, he ran with it.
Übersetzung:
Ich weiß nicht, was passiert ist. Ich weiß nicht, wie er auf die Schlitztrommel gekommen ist. Amapiano-Musik gab es schon immer, aber er ist derjenige, der den Schlitztrommel-Sound erfunden hat. Diese Jungs experimentieren gern. Sie testen immer neue Plug-Ins. Als MDU es also herausfand, arbeitete er damit.
Die Verwendung perkussiver Basslinien in der südafrikanischen House-Musik geht auf Amapiano zurück und wurde möglicherweise vom Kwaito-Produzenten M’Du (auch bekannt als Mdu Masilela) entwickelt.

## Beliebtheit
Im Jahr 2019 erfreute sich das Genre auf dem gesamten afrikanischen Kontinent zunehmender Beliebtheit, mit einem deutlichen Anstieg digitaler Streams und Chart-Erfolgen in Ländern, die weit von seinem südafrikanischen Ursprung entfernt sind.
Im Jahr 2021 wurde eine Preisverleihung ins Leben gerufen, die dem Genre gewidmet war, die South Africa Amapiano Music Awards.
Im Jahr 2022 hat der amerikanische Online-Musikladen Beatport das Genre mit eigenen Charts und Playlists zu seiner Plattform hinzugefügt.
Das Genre war in sozialen Medien bei jungen Leuten beliebt, welche Videos mit der Musik erstellten, die damit die Tanzszene in Südafrika befeuerten.
Amapiano-Musik wurde schon immer hauptsächlich von Männern dominiert. Frauen in Südafrika kämpfen ständig darum, die Narrative darüber zu ändern, wie sie dem Land zum Fortschritt verholfen haben.

## Internationale Künstler
Die Popularität des Genres hat zu einer internationalen Verbreitung geführt, bei der Produzenten versuchen, den Sound für ihren nächsten Hit zu reproduzieren oder mit anderen Genres zu verschmelzen. Der Titel Monalisa von Lojay featuring Chris Brown enthält die charakteristische „Log Drum“, auch bekannt als Schlitztrommel, und andere perkussive Amapiano-Elemente.
Die Spotify-Charts „Top 50 – Nigeria“ enthalten eine Fülle von Amapiano-inspirierten Songs. Einige der Lieder heißen explizit Amapiano, wie zum Beispiel Asake featuring Olamide – Amapiano. Dies hat in den Vereinigten Staaten zu der falschen Annahme geführt, dass Amapiano aus Nigeria stamme. Dies ist in einem aktuellen Tweet des populären amerikanischen Künstlers Swae Lee zu sehen, in dem er die nigerianische Flagge zusammen mit den Worten „Warten Sie, bis Sie Swae Lee auf Amapiano hören“ getwittert hat.